# Psychomyia usitata
Psychomyia usitata är en nattsländeart som beskrevs av Mclachlan 1875. Psychomyia usitata ingår i släktet Psychomyia och familjen tunnelnattsländor. Inga underarter finns listade i Catalogue of Life.